# 58 Dywizja Strzelców
58 Dywizja Strzelców – związek taktyczny piechoty Armii Czerwonej okresu wojny domowej w Rosji i wojny polsko-bolszewickiej.

## Formowanie i walki
Sformowana została latem 1919 w Nikopolu jako Krymska Dywizja Strzelców, z jednostek dawnej Krymskiej Armii Radzieckiej po tym, gdy w końcu czerwca tego samego roku wycofały się one z Krymu po desancie białych Sił Zbrojnych Południa Rosji. W sierpniu 1919 r. miała bronić Mikołajowa przed dalszą ofensywą Sił Zbrojnych Południa Rosji, jednak wobec fatalnego stanu dyscypliny nie była w stanie zrealizować tego zadania, a część jej żołnierzy zdezerterowała. W sierpniu 1919 r. razem z 44 i 47 dywizją wchodziła w skład Południowej Grupy Wojsk 12 Armii i razem z nimi wycofała się z Odessy, z której obrony bolszewicy zrezygnowali, w rejon Żytomierza i dalej Kijowa, gdzie znajdowały się główne siły 12 Armii. Od września do grudnia 1919 w składzie 12 Armii walczyła  w rejonie Kijowa i Boryspola z Siłami Zbrojnymi Południa Rosji oraz oddziałami ukraińskimi. 
W kwietniu 1920 przerzucona do odwodu w rejonie Żytomierza. Podczas polskiej ofensywy na Kijów, pobita przez 1 Dywizję Piechoty Legionów, straciła połowę artylerii i większość broni maszynowej. Jej resztki wycofały się za Dniepr.
Po uzupełnieniu dywizja wzięła udział w sowieckiej ofensywie na Ukrainie. 
Na odcinku przedmościa kijowskiego dysponowała 1350 bagnetami i 285 szablami
10 lipca 1920 pod Owruczem poniosła duże straty. 17 sierpnia została pobita pod Włodawą przez 3 Dywizję Piechoty Legionów. We wrześniu i październiku walczyła nad Stochodem, Styrem i Horyniem. Po podpisaniu rozejmu z Polską brała udział w walkach z oddziałami gen. Stanisława Bułaka-Bałachowicza w rejonie Owrucza i Czarnobyla. W 1921 jej resztki zostały wcielone do 25 Dywizji Strzelców.
26 kwietnia 1920 wraz z jednostkami tyłowymi 44 DS odpierała atak polskiej Dywizji Kawalerii gen. J. Romera pod Koziatynem. 
1 maja 1920 dywizja broniła się na przedpolach Kijowa na odcinku Makarów-Fastów.
25 sierpnia 1920 operowała na odcinku Kamieniec Podolski-Włodawa biorąc udział w spóźnionych działaniach zaczepnych bolszewickiego Frontu Południowo-Zachodniego nad górnym i środkowym Bugiem.

## Struktura organizacyjna
Skład na dzień 12 lipca 1920:
- dowództwo dywizji
- 172 Brygada Strzelców
  - 514 pułk strzelców
  - 515 pułk strzelców
  - 516 pułk strzelców
- 173 Brygada Strzelców
  - 517 pułk strzelców
  - 518 pułk strzelców
  - 519 pułk strzelców
- 174 Brygada Strzelców
  - 520 pułk strzelców
  - 521 pułk strzelców
  - 522 pułk strzelców
- 58 pułk kawalerii

## Dowódcy dywizji
- Siergiej Pietrienko (5 V 1919 - 1 lipca 1919)[1]
- Pawieł Dybienko (1 - 21 lipca 1919)[1]
- Iwan Fiedko (VII – IX 1919)[7]
- Pawieł Kniagnicki (IX 1919 – VII 1920)[7][9]
- Władimir Popow (7 VII 1920[10] – V 1921)[7]